# Vĩnh Hòa, Ninh Giang
Vĩnh Hòa là một xã thuộc huyện Ninh Giang, tỉnh Hải Dương, Việt Nam.
Xã Vĩnh Hòa có diện tích 9,46 km², dân số năm 1999 là 7.044 người, mật độ dân số đạt 944 người/km². Xã có 2 thôn là Ngọc Hòa và Vĩnh Xuyên với 12 đội sản xuất. Thôn Ngọc Hòa có 8 đội sản xuất từ đội 1-8, thôn Vĩnh Xuyên có 4 đội sản xuất từ đội 9-12